# Свети Петар (Мошћеничка Драга)
Свети Петар је бивше насељено место у саставу општине Мошћеничка Драга, Приморско-горанска жупанија, Република Хрватска.

## Историја
До нове територијалне организације налазио се у саставу старе општине Опатија. Насеље је на попису 2011. године укинуто и припојено насељу Мошћеничка Драга.

## Становништво
На попису становништва 1991. године, насељено место Свети Петар је имало 202 становника, следећег националног састава:
| Попис 1991.‍  | Попис 1991.‍  | Попис 1991.‍ | Попис 1991.‍ | Попис 1991.‍ |
| ------------ | ------------ | ----------- | ----------- | ----------- |
|              |              |             |             |             |
| Хрвати       | Хрвати       |             | 180         | 89,10%      |
| Муслимани    | Муслимани    |             | 4           | 1,98%       |
| Словенци     | Словенци     |             | 3           | 1,48%       |
| Срби         | Срби         |             | 3           | 1,48%       |
| неопредељени | неопредељени |             | 5           | 2,47%       |
| регион. опр. | регион. опр. |             | 5           | 2,47%       |
| непознато    | непознато    |             | 2           | 0,99%       |
| укупно: 202  |              |             |             |             |